# Eurytoma carlylei
Eurytoma carlylei är en stekelart som beskrevs av Girault 1915. Eurytoma carlylei ingår i släktet Eurytoma och familjen kragglanssteklar. Inga underarter finns listade i Catalogue of Life.